# Frédéric-Fontaine
Frédéric-Fontaine – miejscowość i gmina we Francji, w regionie Burgundia-Franche-Comté, w departamencie Górna Saona.
Według danych na rok 1990 gminę zamieszkiwało 190 osób, a gęstość zaludnienia wynosiła 55 osób/km² (wśród 1786 gmin Franche-Comté Frédéric-Fontaine plasuje się na 555. miejscu pod względem liczby ludności, natomiast pod względem powierzchni na miejscu 926.).